# Sim Bhullar
Gursimran Bhullar, detto Sim (Toronto, 2 dicembre 1992), è un cestista canadese.
È il primo giocatore di origine indiana ad aver giocato nella NBA. Con l'imponente altezza di 226 cm (7'5"), è il sesto giocatore più alto nella storia della NBA, a pari merito con Chuck Nevitt e Pavel Podkol'zin.

## Carriera

### High school
Nato a Toronto, Bhullar è cresciuto nella vicina Brampton e ha frequentato la Father Henry Carr Catholic Secondary School a Etobicoke (Toronto) prima di trasferirsi a Saltsburg in Pennsylvania dove frequenta la scuola Kiski per l'anno scolastico 2009-10.
Quell'anno, Bhullar ha una media di una tripla-doppia con 16 punti, 14 rimbalzi e 8 stoppate a partita. Alla FIBA Americas Under 18 del torneo, nell'estate del 2010, Bhullar ha impressionato per le sue dimensioni e le notevoli prestazioni.
Alla fine di novembre 2010, nel bel mezzo della stagione di pallacanestro, Bhullar si ritira dal Kiski e si trasferisce alla Huntington Prep School in West Virginia. Al Huntington, Bhullar migliora la propria condizione fisica perdendo peso: da 367 libbre (166 kg) a 330 libbre (150 kg).

### Professionista
Non è stato scelto da nessuna squadra nel Draft NBA 2014; successivamente ha vinto la Summer League di Las Vegas con i Sacramento Kings. Nel corso della stagione ha giocato nei Reno Bighorns, con cui in 39 partite (17 in quintetto base) ha tenuto medie di 10,3 punti, 8,8 rimbalzi e 3,9 stoppate in 25,8 minuti di media a partita. Nella parte finale della stagione ha poi firmato un contratto da 10 giorni con i Kings, diventando così il primo giocatore di origine indiana a giocare nella NBA. Nella sua breve esperienza con la squadra californiana ha collezionato 3 spezzoni di partita per complessivi 3 minuti di gioco, segnando in totale 2 punti e catturando un rimbalzo. Dopo aver giocato per un altro anno in NBDL con la neonata franchigia dei Raptors 905 (affiliati ai canadesi Toronto Raptors) nell'estate del 2016 si trasferisce ai Dacin Tigers, con cui gioca nel campionato del Taiwan.

### Nazionale
Ha disputato i Mondiali Under-19 2011 con il Canada.

## Statistiche

### College
| Anno      | Squadra           | PG | PT | MP   | TC%  | 3P% | TL%  | RP  | AP  | PRP | SP  | PP   |
| --------- | ----------------- | -- | -- | ---- | ---- | --- | ---- | --- | --- | --- | --- | ---- |
| 2012-2013 | N.M. State Aggies | 35 | 26 | 24,4 | 62,1 | -   | 46,5 | 6,7 | 0,7 | 0,1 | 2,4 | 10,1 |
| 2013-2014 | N.M. State Aggies | 30 | 24 | 26,3 | 64,8 | -   | 53,8 | 7,8 | 1,4 | 0,1 | 3,4 | 10,4 |
| Carriera  | Carriera          | 65 | 50 | 25,3 | 63,3 | -   | 49,6 | 7,2 | 1,0 | 0,1 | 2,9 | 10,2 |

### NBA

#### Regular Season
| Anno      | Squadra          | PG | PT | MP  | TC%  | 3P% | TL% | RP  | AP  | PRP | SP  | PP  |
| --------- | ---------------- | -- | -- | --- | ---- | --- | --- | --- | --- | --- | --- | --- |
| 2014-2015 | Sacramento Kings | 3  | 0  | 1,0 | 50,0 | -   | -   | 0,3 | 0,3 | 0,0 | 0,3 | 0,7 |
| Carriera  | Carriera         | 3  | 0  | 1,0 | 50,0 | -   | -   | 0,3 | 0,3 | 0,0 | 0,3 | 0,7 |

### G League

#### Regular Season
| Anno      | Squadra       | PG | PT | MP   | TC%  | 3P% | TL%  | RP  | AP  | PRP | SP  | PP   |
| --------- | ------------- | -- | -- | ---- | ---- | --- | ---- | --- | --- | --- | --- | ---- |
| 2014-2015 | Reno Bighorns | 39 | 17 | 25,8 | 72,7 | -   | 60,0 | 8,8 | 0,8 | 0,3 | 3,9 | 10,3 |
| 2015-2016 | Raptors 905   | 39 | 27 | 21,8 | 65,8 | -   | 57,1 | 6,9 | 1,1 | 0,5 | 1,3 | 9,6  |
| Carriera  | Carriera      | 78 | 44 | 23,8 | 69,3 | -   | 58,4 | 7,8 | 1,0 | 0,4 | 2,6 | 10,0 |

## Palmarès
- All-NBDL All-Defensive Second Team (2015)
- All-NBDL All-Rookie Third Team (2015)